# Kardinal
Kardinal (lat. cardinalis – stožerni), skraćeno od Kardinal Svete Rimske Crkve, također i stožernik, u katoličkoj je hijerarhiji, nakon papinske, najviša crkvena služba. Imenuje ih papa, uglavnom među biskupima, a može i među svećenicima. Nose odijelo crvene boje sa šeširom, imaju poseban grb i oslovljavaju se naslovom „Vaša uzoritost” (eminencija).
Kardinalski naslov je čast koja je označena kao „uzvišena”, ali onaj kojemu je dodijeljena nema nikakvu moć. Kardinali mogu biti i obični svećenici (danas vrlo rijetki slučajevi), a do 1917. čak i laici, poput kardinala Giacoma Antonellija, koji je bio državni tajnik pape Pija IX. Kardinalski naslov označava stanje pripadnosti Rimskoj biskupiji u koju je kardinal inkardiniran (odatle i njegov naziv). Purpurna boja njihove odjeće simbolično predstavlja njihovu spremnost u čvrstoj obrani vjere i Katoličke Crkve do prolijevanja vlastite krvi ako to bude potrebno.
Kardinali su pripadnici rimskoga klera kao počasni biskupi jedne od sedam biskupija u okolici Rima (Albano, Ostia, Palestrina, Porto i Santa Rufina, Frascati, Sabina i Poggio Mirteto te Velletri) ili jedne crkve ili đakonata u Rimu. Slijedom toga zagrebački nadbiskup kardinal Josip Bozanić bio je počasni biskup crkve sv. Jeronima u Rimu, što je bio i njegov prethodnik Franjo Kuharić.

## Kardinalski zbor
Nakon papine smrti kardinali konklavom biraju novoga papu kao članovi rimskog klera. Svi zajedno čine Kardinalski zbor. To se tijelo neprestano povećavalo od svojeg osnutka. U početku ih je bilo petnaestak, da bi u vrijeme pontifikata pape Pija IV. dosegnuo broj od 76 članova. Papa Siksto V. odlučio je apostolskom konstitucijom Post quam verus ille od 3. prosinca 1586. ograničiti broj kardinala koji biraju papu na najviše 70. Taj broj je papa odredio prema broju od 70 staraca koje je Mojsije odredio kao vođe Izraelcima. Odredbe pape Siksta V. potvrđene su kanonom 231. Kanonskog zakonika. Odredbe Sikstovog dokumenta ostat će nepromijenjene sve do pontifikata pape Ivana XXIII. Uzimajući u obzir razvoj Crkve na drugim kontinentima izvan Europe, posebno u Latinskoj Americi i Africi, papa Ivan XXIII. »prekršio« je tada važeći zakon i povećao broj članova de facto, ali i ne de jure, na 90. To je učinio njegov nasljednik papa Pavao VI. konstitucijom Romano Pontifici eligendo od 1. listopada 1975. kojom je podijelio kardinale na kardinale izbornike (elektore) i neizbornike, odredivši da kardinali prestaju biti izbornici (kardinali koji mogu birati i biti izabrani za papu) kad navrše 80 godina života. Broj kardinala elektora ograničen je na 120 članova, a broj neelektora ovisio je o dobi onih koji su prešli kritičnu granicu od 80 godina.
Iako za Kardinalski zbor ponekad kažu da je senat Crkve, kardinali nemaju ni približno ovlasti koje bi se mogle usporediti s onima senatora. Oni obnašaju, zajednički, suverenu vlast samo u vrijeme Sede vacante („Upražnjene Stolice”) tj. samo onda kada je papinska stolica upražnjena. Ta vlast je također ograničena jer im je zabranjeno uvoditi novosti: Sede vacante nihil innovetur. Kardinalski zbor okuplja se za papina života samo povodom neke njegove obljetnice ili velikoga blagdana, ili kad se održavaju skupovi akademskog karaktera, kao što su konzistoriji na kojima papa imenuje nove kardinale. Nije uvijek bilo tako i povijest je zabilježila kardinalske skupove na kojima je bilo živahno kao na parlamentarnim sjednicama. U srednjem vijeku konzistoriji su se održavali mnogo češće na kojima su kardinali tražili od papa veće ovlasti za sebe. Tek je papa Lav X. izveo svojevrsni »državni udar« kada je 1. srpnja 1517., ne savjetujući se ni s kim, a ponajmanje s Kardinalskim zborom, imenovao odjednom trideset i jednog kardinala koji su svi odreda odbijali prihvatiti zaključke XVI. (Konstanza; 1414. – 1418.) i XVII. (Besel-Ferrara-Firenza-Rim; 1431. – 1447.) općeg koncila. Tako je korjenito i definitivno sasječena oporba. Papa Lav X. nije propustio podsjetiti i naglasiti da kardinali, premda biraju papu, njemu jedinomu duguju svoj kardinalski položaj.
U nagovoru od 28. lipnja 1967. papa Pavao VI. naglasio je važnost Kardinalskog zbora za život Crkve. Unutar Kardinalskog zbora papa bira državnog tajnika, prefekte rimskih dikasterija, predsjednike vijeća i povjerenstava, legate koje šalje u inozemstvo kao njegove predstavnike na nekomu skupu, posebne izaslanike itd. Dužnost je kardinala sudjelovanje u radu dikasterija, savjeta ili povjerenstava Kurije. Njihovo sudjelovanje u radu tih tijela je stvarno, a ne zahtijeva se jedino od članova Kardinalskog zbora koji trajno borave u Rimu. Kardinalska čast je doživotna, iako je bilo i slučajeva da su neki bez nje ostajali. Tako je na primjer za pontifikata pape Pia XI. kardinal Billot ponovno postao vlč. otac Billot iz Družbe Isusove. Bio je primoran dati ostavku u Kardinalskom zboru zbog neslaganja s Papom o oportunosti osude Francuske akcije.
Na čelu je dekan kardinalskog zbora, a zamjenjuje ga poddekan. Dekan ili poddekan nema nikakve vlasti upravljanja nad ostalim kardinalima, nego je kao prvi među jednakima (primus inter pares). Kardinal dekan ima kao naslov Ostijsku biskupiju zajedno s drugom Crkvom koju je već imao kao naslov.

## Redovi
Kardinalski zbor dijeli se na tri reda: 
- biskupski – kojemu pripadaju kardinali kojima papa dodijeli naslov prigradske Crkve, a i istočni patrijarsi koji su uvršteni u Kardinalski zbor,
- prezbiterski
- đakonski.

Kardinalima prezbiterskog i đakonskog reda papa dodjeljuje svakomu njegov naslov ili đakonstvo u Rimu. Istočni patrijarsi koji su uzeti u Kardinalski zbor imaju kao naslov svoje patrijaršijsko sjedište.

## Odjeća i simboli
Kardinalska odora sastoji se od crne (u toplijim, tropskim krajevima bijele) reverende s purpurnim gumbima i obrubom, purpurna pojasa i pileola (pileolus). Korsko kardinalsko odijelo sastoji se od u potpunosti purpurne reverende preko koje ide isključivo bijela roketa na koju pak ide purpurna mozzetta. Na glavi se preko purpurna pileola nosi purpurna bireta. Katkada kardinali nose i ferraiolo, odnosno purpurni kardinalski plašt. Prilikom imenovanja, kardinali uz biretu, kao znak posebne povezanosti s papom dobivaju od njega i zlatni prsten (za vrijeme pontifikata pape Benedikta XVI. na vanjskoj strani prstena bio je prikaz raspetog Krista s Bogorodicom i sv. Ivanom sa svake strane križa, dok je na unutarnjoj strani bio ugraviran njegov papinski grb).
Kardinalski grb sastoji se od štita i purpurnog galero šešira iz kojeg se na svaku stranu štita pruža petnaest purpurnih kićanki. Iza štita, ako je kardinal biskup nalazi se latinski križ, a ako je kardinal nadbiskup onda križ s dvostrukom poprečnom gredom. Ispod štita nalazi se vrpca s geslom.

## Vanjske poveznice
| Portal:Kršćanstvo | Portal: Kršćanstvo |

- Trenutni popis kardinala (tal.) na stranicama Svete Stolice
- Apostolska konstitucija Universi Dominici Gregis Ivana Pavla II. o načinu izbora pape (njem.)
- Popis i izjave kardinala (engl.)